# Florian Znaniecki
Florian Witold Znaniecki (15 janvier 1882 - 23 mars 1958) est un sociologue et philosophe né en Pologne, mais qui a travaillé aux États-Unis. 

## Biographie
Entre 1902 et 1903 Florian Znaniecki étudie la philosophie et la sociologie à l'université de Varsovie, mais en 1903 il est exclu par les autorités tsaristes (Empire russe) pour avoir participé à des manifestations étudiantes contre la limitation de la liberté académique. 
Entre 1903 et 1909, il poursuit ses études à l'université de Genève, Zurich et Paris (Sorbonne), il y rencontra d'éminents savants tels que Henri Bergson et Émile Durkheim. 
Entre 1909 et 1910, il termina ses études à Cracovie à l'université Jagellonne, où il obtint un doctorat.
Il appartenait à l'école sociologique de Chicago. À partir de 1914, il vécut alternativement aux États-Unis et en Pologne. Il est reconnu comme étant un des fondateurs de la sociologie moderne, en Europe et aux États-Unis. Il a créé le département de sociologie de l'Université de Poznań, l'un des premiers d'Europe. 
Avec William I. Thomas, qui le recruta alors qu'il commençait une carrière de philosophe en Pologne, il est responsable d'une des séries d'ouvrages : Le paysan polonais en Europe et aux États-Unis (The Polish Peasant in Europe and America). Cet ouvrage fut publié en cinq tomes entre 1918 et 1920. Znaniecki a une approche plutôt qualitative de la sociologie, ainsi on retrouve dans ses ouvrages de nombreuses données brutes, des commentaires de méthode, des matériaux biographique composés de lettres de paysans. Il met donc l'accent sur les « récits de vie » et s'intéresse enfin à l'organisation sociale et à l'évolution du groupe dans cette société. 

## Œuvres
- The Polish Peasant in Europe and America.  Volume 1 & 2: Primary-group organization (avec W. I. Thomas) - 1918
- The Polish Peasant in Europe and America.  Volume 3: Life record of an immigrant (avec W. I. Thomas) - 1919
- The Polish Peasant in Europe and America.   Volume 4: Disorganization and reorganization in Poland (avec W. I. Thomas) - 1920
- The Polish Peasant in Europe and America.   Volume 5: Organization and disorganization in America (avec W. I. Thomas) - 1920